# Massangena
Massangena é uma povoação moçambicana, sede do distrito do mesmo nome (província de Gaza). Encontra-se situada na margem direita (sul) do rio Save.